# کانرویل (اکلاهما)
کانرویل (به انگلیسی: Connerville) یک منطقهٔ مسکونی در ایالات متحده آمریکا است که در شهرستان جانستون، اکلاهما واقع شده‌است.